# Джунюенска война
Джунюенската война (на китайски: 中原大戰) от 1929 – 1930 година е гражданска война в Китай през Ерата на местните военачалници.
Конфликтът започва през 1929 година, когато местни военачалници образуват разрастваща се коалиция, противопоставяща се на правителството на Чан Кайшъ в Нанкин. В началото на 1930 година те обявяват създаването на собствено правителство в Пекин, оглавено малко по-късно от Йен Сишан. През пролетта войските на правителството настъпват срещу коалицията в областта Джунюен. Двете страни воюват с променлив успех до намесата на Североизточната армия на страната на правителството, след което то удържа победа, макар и със значителни загуби и финансови щети.